# Макробиотика

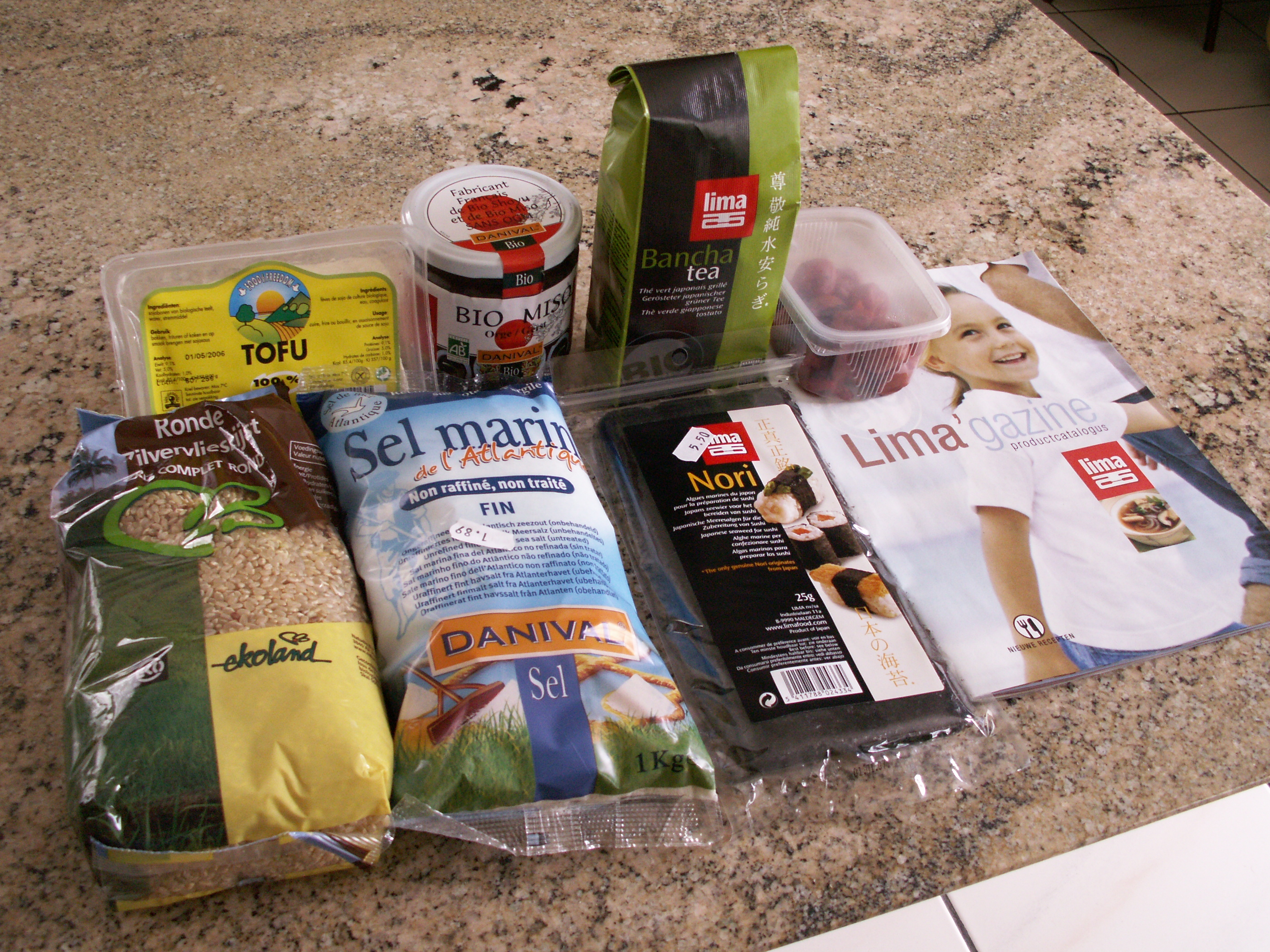
Типичные макробиотические продукты

Макробио́тика (др.-греч. μακρóς — большой, βιοτικóς — жизнь) — псевдонаучное учение о питании, основанное Джорджем Озавой и вобравшее в себя идеи дзен-буддизма. Учение предполагает, что в любой еде существует два вида энергии инь и ян, но только в некоторых продуктах инь и ян являются сбалансированными между собой. Макробиотика утверждает, что для поддержания здоровья необходимо употреблять в пищу сбалансированные и экологически чистые продукты, растущие рядом с местом проживания.
Макробиотика не может покрыть всех физиологических потребностей организма. Проведённые исследования показали, что у строгих последователей учения макробиотики отмечаются случаи цинги, рахита, железодефицитной анемии. У детей такая диета может привести к недостатку белков, витаминов B12 и D, кальция и рибофлавина. Научные исследования не обнаружили убедительных свидетельств того, что макробиотическая диета может являться средством при лечении рака.
Наиболее известными учителями макробиотики являются Джордж Озава, Мичио Куши, Уильям Дафти, Эдвард Эско.

## Суть учения
В основу современной макробиотики положена система восточной философии, основанной на принципах равновесия инь и ян. «Здоровье — это гармония „инь“ и „ян“, равновесие между нашей внутренней и внешней средой, между умственной и физической деятельностью, между растительной и животной пищей, между пищей термически обработанной и сырой». Согласно учению о инь-ян-равновесии, многие болезни происходят от преобладания в организме человека инь- или ян-энергии, что зависит от места проживания, климата, интенсивности деятельности и особенностей физиологии конкретного человека.
Макробиотика утверждает, что кислотно-основное равновесие в организме можно регулировать с учётом:
- выбора определённых продуктов питания;
- определённым способом их приготовления;
- соблюдением некоторых правил приёма пищи.

Макробиотика ничего не запрещает, она только рекомендует.

### Выбор продуктов питания
Все продукты питания в макробиотической диете делятся:
- инь-продукты: утверждается, что они имеют кислотную реакцию. Сахар, варёные фрукты, молоко, консерванты;
- ян-продукты: утверждается, что они имеют щелочную реакцию. Мясо, твёрдые сыры, яйца, рыба.

Избыток инь-продуктов создает недостаток энергии, поэтому возникает потребность в белках, жажда красного мяса (ян-продуктах). При недостатке белка организм начинает «поедать» собственные ткани, что со временем приводит к потере веса. Слишком худые оказываются подвержены инфекциям, туберкулезу, пневмонии, другим заболеваниям. За этим следуют различные виды атрофии, мышечная атрофия, склерозы, артриты и т. п.
Избыток сахара и достаточное количество белков делают тело слишком полным, что влечёт свой «букет» заболеваний.
Поэтому рекомендуется избегать:
- сильных инь- и сильных ян-продуктов (сахар, фрукты, ягоды, рыба, мясо, сыры). Внесённый ими в организм дисбаланс может вызвать неестественное чувство голода;
- химически, гормонально и генетически изменённых продуктов (рафинированный сахар и продукты из него, все консервы, любая пища и напитки с химической окраской).

Предпочтение отдаётся блюдам из цельного зерна и овощей, выросших в месте проживания и не подвергавшихся промышленной переработке, в соответствии с сезонами года.
Все болезни макробиотика делит условно на «ян» и «инь». Инь-заболевания рекомендуется лечить ян-пищей, и наоборот.
| ЗЛАКОВЫЕ          | ЗЛАКОВЫЕ |
| ----------------- | --- |
| Очень инь         | все рафинированные крупы (например: белый рис)                                                                                   |
| Менее инь         | кукуруза, рожь, ячмень, овес, дробленая пшеница, пшено                                                                           |
| Менее ян          | бурый рис |
| Более ян          | гречка |
| ОВОЩИ             | |
| Очень инь         | баклажаны, помидоры, сладкий картофель, батат, картофель, огурцы, спаржа, шпинат, артишоки, топинамбур, побеги бамбука, грибы    |
| Более инь         | сельдерей |
| Менее инь         | свекла, белокочанная капуста |
| Менее ян          | салат-латук, редис, чеснок, лук, петрушка                                                                                        |
| Более ян          | морковь |
| РЫБА              | |
| Менее инь         | устрицы, морской моллюск, осьминог, спрут, угорь, сазан, карп белокорый, палтус, омар, форель,                                   |
| Менее ян          | лосось, семга, креветки, сельдь, сардины                                                                                         |
| Более ян          | красная икра |
| МЯСО              | |
| Более инь         | свинина, говядина |
| Менее инь         | зайчатина |
| Менее ян          | курица, индейка |
| Очень ян          | фазан |
| МОЛОЧНЫЕ ПРОДУКТЫ | |
| Очень инь         | йогурт, сметана, сливки, сливочный сыр, сливочное масло                                                                          |
| Менее инь         | молоко, швейцарский сыр |
| Менее ян          | голландский сыр |
| Более ян          | козье молоко |
| ФРУКТЫ            | |
| Очень инь         | Ананас |
| Более инь         | Персики, лайм |
| Менее инь         | сливы |
| Менее ян          | земляника, вишня |
| Очень ян          | яблоки |
| РАЗНЫЕ ПРОДУКТЫ   | |
| очень инь         | сахар, мёд, маргарин, магазинный соевый соус из сои и пшеницы, магазинный мисо и тофу, соль поваренная, соль йодированная, перец |
| более инь         | кокосовое масло, арахисовое масло, кукурузное масло, оливковое масло                                                             |
| менее инь         | подсолнечное масло, кунжутное масло, макробиотический соевый соус тамари, макробиотический мисо, макробиотический тофу           |
| более ян          | приправа гомассио, натуральная морская соль                                                                                      |
| НАПИТКИ           | |
| очень инь         | чай, содержащий красящие вещества и ароматизаторы, кофе, фруктовый сок, все подслащенные напитки, шампанское, вино, водка        |
| более инь         | пиво |
| менее инь         | минеральная вода, черный чай |
| менее ян          | зеленый чай, цикорий |
| очень ян          | женьшень |

В каждой категории порядок следования от Инь к Ян. «Очень Ян» соответствует 3 Ян, «более Ян» — 2 Ян, «менее Ян» — I Ян, аналогично для групп Инь. Все перечисленные продукты и напитки должны быть натуральными, а не искусственными или промышленного приготовления.

### Виды режимов питания
В зависимости от соотношения вышеперечисленных продуктов питания в макробиотике выделяется десять режимов, из которых можно выбрать как для обычной, «среднестатистической» жизни, так и для полного вегетарианства:
| № диеты | Злаки | Овощи | Супы | Птица, рыба | Салаты, фрукты | Десерты | Напитки          |
| ------- | ----- | ----- | ---- | ----------- | -------------- | ------- | ---------------- |
| 3а      | 10 %  | 30 %  | 10 % | 30 %        | 15 %           | 5 %     | Как можно меньше |
| 2а      | 20 %  | 30 %  | 10 % | 25 %        | 10 %           | 5 %     | Как можно меньше |
| 1а      | 30 %  | 30 %  | 10 % | 20 %        | 10 %           | —       | Как можно меньше |
| 1       | 40 %  | 30 %  | 10 % | 20 %        | —              | —       | Как можно меньше |
| 2       | 50 %  | 30 %  | 10 % | 10 %        | —              | —       | Как можно меньше |
| 3       | 60 %  | 30 %  | 10 % | —           | —              | —       | Как можно меньше |
| 4       | 70 %  | 20 %  | 10 % | —           | —              | —       | Как можно меньше |
| 5       | 80 %  | 20 %  | —    | —           | —              | —       | Как можно меньше |
| 6       | 90 %  | 10 %  | —    | —           | —              | —       | Как можно меньше |
| 7       | 100 % | —     | —    | —           | —              | —       | Как можно меньше |

Диеты 1а, 2а, 3а — мягкие, желательно применять пореже; диеты 1, 2, 3, 4 — обычные; диеты 5, 6, 7 — жёсткие, лечебные или монастырские.

### Пережевывание пищи
Джордж Озава считал, что никакое макробиотическое питание невозможно без тщательного пережевывания пищи. Макробиотики стараются жевать пищу не менее 60 раз. Джордж Озава рекомендует пережевывать каждый кусочек по 100-150 раз.

### Питьевой режим
Согласно макробиотике вода сама по себе несет Инь-энергию. Последователи макробиотики стараются употреблять как можно меньше жидкостей.

### Принципы приготовления пищи
Последователи макробиотики считают, что можно использовать только деревянную, стеклянную посуду, посуду из нержавеющей стали. Готовить на алюминиевой или антипригарной посуде считается недопустимым. Также макробиотики предпочитают готовить на открытом огне или на газу, а не на электроплите, избегают микроволновок. Для хранения продуктов предпочитают пользоваться стеклянной посудой.
Более длительное приготовление пищи делает её более ян. Так, гречка которая долго варилась будет более ян, чем просто запаренная.

## Типичные макробиотические продукты
Последователями макробиотики в ежедневном рационе активно используются следующие продукты:
- Бурый рис
- Зеленый чай
- Гречка (ядрица и зеленая), геркулес (экстра), кукурузная крупа
- Водоросли
- Морская соль
- Гомасио
- Натуральный соевый соус Тамари
- Натуральные мисо и тофу
- Кунжут и кунжутное масло
- Лук и морковь

|  |  |  |  |

## История
Современную концепцию макробиотики разработал японский военный врач Сагэн Итидзука. В 1897 году он опубликовал свой большой труд «Химическая теория питания и долголетия». Через год он выпустил учебник по питанию, который выдержал 23 издания. Он успешно лечил больных, назначая им коричневый рис, овощи, морские водоросли. В 1908 году группа его последователей организовала «Общество лечения пищей», которое можно назвать первой макробиотической организацией.
Книга Итидзуки попала в руки молодому студенту Юкикадза Сакурадзаве, ставшего известным позже на Западе как японский философ и врач Джордж Озава (Georges Ohsawa) (1893—1966). Последний утверждал, что излечился с помощью макробиотики от туберкулёза и других заболеваний, после чего начал распространять это учение: написал более 100 книг по макробиотике, восточной философии и медицине; побывал во многих странах с лекциями и семинарами; основал «Школу для невежд», где обучал единому порядку и восточной философии.
На Западе макробиотика стала распространяться в середине 1960-х годов, после того как ученики Осавы адаптировали её к западному образу мышления. Более 1000 макробиотических центров работают ныне в США, Канаде, Голландии, Италии, Великобритании, Германии, Франции, Испании, Южной Америке, Австралии, Японии, Швейцарии, Польше, Словакии, Австрии, Дании, Бельгии, даже на Аляске и в Африке.

## Критика
Макробиотика не может покрыть всех физиологических потребностей организма, особенно у детей, людей с интенсивными физическими нагрузками или страдающих целым рядом хронических заболеваний.
Проведённые исследования показали, что у строгих последователей учения макробиотики отмечаются случаи цинги, рахита, железодефицитной анемии. У детей такая диета может привести к недостатку белков, витаминов B12 и D, кальция и рибофлавина, что приводит к отставанию в росте, низкому содержанию жировой и мышечной тканей и замедлению психомоторного развития.
Американское онкологическое общество (American Cancer Society) не обнаружило убедительных свидетельств того, что макробиотическая диета может являться главным средством при лечении рака у людей. Кроме того, Эвелин Куси, жена и ближайший сподвижник известного в США пропагандиста макробиотики Митио Куси, умерла от рака шейки матки.
Макробиотическая кухня отличается от современного образа питания очень высоким содержанием клетчатки (20 против 2 %), что может вызвать дисбаланс минеральных веществ в организме. А аллергические реакции на зерно могут вызвать нарушения в желудочно-кишечном тракте, рвоту, понос и метеоризмы, экзему, крапивницу, отёк Квинке, астму или анафилактический шок.
Разделение на инь- и ян-продукты у разных авторов может различаться. Во-первых, критерии отнесения проявлений энергии к инь- или ян-категории в китайской и японской философии различаются, что отразилось и в классификации этими философиями продуктов питания. Во-вторых, раньше такое разделение делалось на собственном опыте, а физиологические особенности, интенсивность физической деятельности, сезонные отклонения у каждого человека индивидуальны.